# Psilotaceae
Psilotaceae J.W.Griff. & Henfr. è una famiglia di piante, l'unica appartenente all'ordine Psilotales Prant nella classe Polypodiopsida.

## Descrizione
Un tempo ritenute discendenti delle prime piante vascolari, grazie alla filogenetica molecolare è stato dimostrato che le Psilotaceae sono felci (Polypodiopsida) e una famiglia affine alle Ophioglossaceae. La famiglia comprende due generi: Psilotum e Tmesipteris. Il primo genere, Psilotum, è costituito da piccole piante arbustive tipiche delle zone tropicali secche. L'altro genere, Tmesipteris, è un'epifita presente in Australia, Nuova Zelanda e Nuova Caledonia.
Tutti i membri della famiglia Psilotaceae sono piante vascolari prive di vere radici. Piuttosto, le piante sono ancorate tramite un sistema sotterraneo di rizomi. In questo sistema di rizomi si trovano i piccoli gametofiti simili a steli, che favoriscono l'assorbimento dei nutrienti da parte della pianta attraverso il terreno. Ciò si ottiene principalmente attraverso l'alimentazione saprofita di materia organica del suolo e interazioni micorriziche.
Le Psilotaceae non hanno foglie. Alcune specie presentano strutture simili a foglie chiamate enazioni, che sono prive di tessuto vascolare ad eccezione di un piccolo fascio alla base. Queste sono quasi simili a pioli, tozze e generalmente non sono considerate foglie vere e proprie, anche se è probabile che si siano evolute da esse. Semra che i membri della specie Tmesipteris abbiano foglie, ma in realtà sono cladodi, ovvero steli appiattiti.
Gli sporangi delle Psilotaceae sono fusi insieme in piccole e caratteristiche palline gialle chiamate sinangi. Queste sinangie si trovano sui fusti delle piante. Contengono due sporangi ciascuno nella specie Tmesipteris e tre sporangi ciascuno nella specie Psilotum. Un tappeto spesso nutre le spore in via di sviluppo, come è tipico delle felci eusporangiali come le Psilotaceae. 

## Tassonomia
La famiglia comprende i seguenti generi:
- Psilotum Sw.
- Tmesipteris Bernh.